# Samuel de Bona
Samuel De Bona (n. Porto Alegre, Brasil, 1 de octubre de 1990) es un nadador brasileño especializado en pruebas de larga distancia en aguas abiertas, donde consiguió ser medallista de bronce mundial en 2013 en los 5 kilómetros por equipo en aguas abiertas.

## Carrera deportiva
En el Campeonato Mundial de Natación de 2013 celebrado en Barcelona (España), ganó la medalla de bronce en los 5 kilómetros por equipo en aguas abiertas, con un tiempo de 54:03 segundos, tras Alemania y Grecia, siendo sus compañeros de equipo: Allan do Carmo y Poliana Okimoto.